# لنگر انداختن
اثر لنگر انداختن (به انگلیسی: Anchoring Effect)، یکی از سوگیری‌های شناختی است که در تصمیمات، قضاوت‌ها و در نهایت رفتار و باورهای فرد تأثیر به سزایی دارد. لنگر انداختن نوعی سوگیری شناختی است که طی آن ذهن در فرایند تصمیم‌گیری به نخستین اطلاعاتی که به دست می‌آورد تکیه می‌کند. ذهن روی اطلاعات اولیه یا قسمتی از آن گیر می‌افتد و زحمت جستجوی بیشتر را به خود نمی‌دهد. معمولا وقتی ذهن لنگرش را در قسمت خاصی از اطلاعات می‌اندازد، جانب‌دار می‌شود. 
طبق « اثر لنگر انداختن»، معمولاً اولین گزینه‌های ارائه شده، تأثیر به سزایی را در انتخاب افراد بین گزینه‌های موجود دارند. زمانی که سوزن فکر و تصمیم‌گیری فرد، بر روی مورد خاصی گیر کند، تصمیم‌گیری‌ها و قضاوت‌های آتی وی، در طی مقایسه موارد موجود با مورد یا موارد اولیه شکل می‌گیرند.
بطور مثال اگر فردی در یک مجله بخواند که بازیگر موردعلاقه‌اش ۶۵ ساله است و بعدها در مجلات دیگری ببیند که سن او ۴۵ سال ذکر شده، ممکن است تصور کند اطلاعات مجلات بعدی نادرست است و سن حقیقی همان ۶۵ سالی است که در اولین مجله خوانده است. این در حالی است که اولین مجله اشتباه کرده و سن بازیگر را به‌درستی ثبت نکرده است. اما چون فرد در "اولین" مواجهه با عدد ۶۵ روبه‌رو شده، آن را حقیقی می‌پندارد و اطلاعات بعدی را رد می‌کند.

## آزمایش
اثر لنگر انداختن، اولین بار توسط آموس تورسکی و دنیل کانمن مطرح شد. آن‌ها در مطالعه خود شرکت کنندگان را به دو دسته تقسیم کردند. به هر دو گروه برای حل‌ ضرب فقط پنج ثانیه فرصت داده شد:
از دسته اول خواسته شد تا حاصل ضرب‌ عداد یک تا هشت را محاسبه کنند. ۸×۷×۶×۵×۴×۳×۲×۱
از دستهٔ دوم خواسته شد که حاصل ضرب "اعداد" هشت تا یک را محاسبه کنند.
۱×۲×۳×۴×۵×۶×۷×۸ . از آنجایی که شرکت‌کنندگان، فرصت کافی برا ی محاسبه حاصل ضرب اعداد را نداشتند، مجبور بودند تا پاسخ را تخمین یا به عبارتی حدس بزنند. پاسخ گروه اول به طور متوسط، حول و حوش ۵۱۲ بود؛ ولی گروه دوم به طور متوسط پاسخی حدود ۲۲۵۰ ارائه دادند. پاسخ صحیح این حاصل ضرب ۴۰۳۲۰ است. حال این سؤال مطرح است که دلیل این اختلاف فاحش بین پاسخ‌ها در چه بوده؟
در توالی اول، اعداد بین ۱ تا هشت مقدار حاصل ضرب با مقداری کم آغاز شده و شرکت کنندگان فرصتی برای محاسبه کل اعداد را نداشتند. در توالی دوم، اعداد بین ۸ تا ۱، حاصل ضرب اعداد اولی به مراتب اعداد بزرگتری بود. افراد با تکیه بر دیدگاه اولیه خود از این حاصل ضرب پاسخ‌هایی به شدت متفاوت داده بودند.
در آزمایشی دیگر از دو گروه این سؤال پرسیده شد که، گاندی در قبل از سن ۹ سالگی فوت کرده یا بعد از سن ۱۴۰ سالگی؟ در هر دو گروه لنگرهای فکری ارائه شده مشخصا کاملاً اشتباه بوده‌اند؛ ولی با این حال باز هم متوسط پاسخ‌های دو گروه سنین متفاوتی بود. گروه اول متوسط سن ۶۰ و گروه دوم سن ۶۷ سالگی را پاسخ داده بودند. در این حوزه تحقیقات و آزمایش‌های زیادی انجام شده. حتی در برخی آزمایش‌ها شرکت کننده‌ها از لنگرهای فکری‌شان در تصمیم‌گیری آگاه می‌شدند ولی با این حال پژوهش‌ها نتایج مشابهی داشتند.

## کاربرد
«اثر لنگر انداختن» در تجارت و کسب و کار کاربرد ویژه‌ای دارد؛ به طور مثال فروشگاه‌های زنجیره‌ای. برخی فروشگاه‌ها در نزدیکی در ورودی در روزهایی خاص پیشنهادها و تخفیف‌های ویژه‌ای را به نمایش می‌گذارند. برنج دانه بلند، بسته‌ای ۲۰ هزار تومان، تخفیف خورده ۱۵ هزار تومان. شما این پیشنهاد را می‌بینید و به سمت غرفه برنج می‌روید. موارد زیادی را پیدا کنید که قیمت زیر ۱۵ هزار تومان دارند ولی پیش خود فکر می‌کنید که «آن برنج حتماً کیفیت بالاتری داشته که قیمت بدون تخفیفش بالاتر از برنج‌های دیگر است. پس من با پرداخت پول کمی بیشتر می‌توانم برنج با کیفیت‌تری بگیرم.»
یا برای نمونه، خود را در فروشگاه پوشاک بزرگی فرض کنید. شما قصد دارید یک شلوار جین بخرید. پس از ورود به فروشگاه شما با یک شلوار مواجه می‌شوید که رنگ، جنس، مارک و قیمتی متناسب با فاکتورهای شخصی شما را دارد. اما تصمیم می‌گیرید که کمی دیگر در فروشگاه پرسه بزنید و موارد دیگری را نیز بررسی کنید. پس از مدتی پرسه زدن با گزینه‌های متعددی رو به رو می‌شوید. بسیاری از شلوارها از نظر شما مناسب هستند و هر کدام خوبی‌های خودشان را دارند؛ ولی شلواری که پس از ورود خود به فروشگاه مورد توجه شما قرار گرفت، سایه‌ای بر قضاوت شما در گزینه‌های بعدی می‌اندازد و چه بسا با امکان وجود گزینه‌های مناسب و شاید برابر، در نهایت اقدام به خرید گزینهٔ اول بکنید.
در واقع طراحان اقتصادی از جهت‌گیری‌های شناختی مغز افراد، در به دام انداختن آن‌ها، کمال استفاده را می‌برند.